# San Juan Zitlaltepec
San Juan Zitlaltepec è un villaggio del municipio di Zumpango, in Messico, che si ubica al nord dello stesso. Confina all'ovest col paese di Xalpa ed al sud col bordo del lago di Zumpango, all'est con la Colonia Wenceslao Lamba ed al nord col Cerro de la Estrella. È la località più popolata del municipio di Zumpango ed il suo tasso di natalità è molto elevato.

## Toponomastica
Il comune prende il nome dalla parola nahuatl Citlaltepec, che è formata da tre parole: Citlalli, che è il nome della stella, tepe-tl, che significa "monte", e -c, che identifica un luogo; il nome significa quindi "luogo della Stella". Questo simbolo ad eccezione delle tasse il codice Mendoza.